# Симон Лудвиг (Липе)
Симон Лудвиг фон Липе (на немски: Simon Philipp zur Lippe; * 14 март 1610 в дворец Браке в Лемго; † 8 август 1636 в Детмолд) е граф на Липе-Детмолд (1627 – 1636).
Той е вторият син на граф Симон VII фон Липе-Детмолд (1587 – 1627) и първата му съпруга графиня Анна Катарина фон Насау-Висбаден (1590 – 1622), дъщеря на граф Йохан Лудвиг I фон Насау-Висбаден-Идщайн (1567 – 1596) и Мария фон Насау-Диленбург (1568 – 1632). Баща му се жени втори път на 27 април 1623 г. за графиня Мария Магдалена фон Валдек-Вилдунген (1606 – 1671), дъщеря на граф Христиан фон Валдек-Вилдунген.
След смъртта на баща му през 1627 г. опекун му става доведеният му чичо граф Христиан фон Валдек-Вилдунген (1585 – 1637), а не чичовците му Ото фон Липе-Браке и Йохан Лудвиг фон Насау-Хадамар, понеже са католици. През 1631 г. Симон Лудвиг изпраща молба до император Фердинанд II да го обяви за пълнолетен.
Той е приет в литературното общество „Fruchtbringende Gesellschaft“. Граф Симон Лудвиг умира от едра шарка на 26 години на 8 август 1636 г. в Детмолд. Наследен е от най-големия му син Симон Филип.

## Фамилия
Симон Лудвиг се жени на 19 юни 1631 г. във Вилдунген за графиня Катарина фон Валдек-Вилдунген (* 20 октомври 1612; † 24 ноември 1649 в Кьолн), дъщеря на опекуна му граф Христиан фон Валдек-Вилдунген (1585 – 1637) и графиня Елизабет фон Елизабет фон Насау-Зиген (1584 – 1661), дъщеря на граф Йохан VII фон Насау-Зиген и втората му съпруга Магдалена фон Валдек-Вилдунген. Съпругата му Катарина е по-малка сестра на неговата мащеха Мария Магдалена фон Валдек-Вилдунген (1606 – 1671).
Симон Лудвиг и Катарина фон Валдек-Вилдунген имат три сина:
- Симон Филип (1632 – 1650), граф на Липе-Детмолд (1636 – 1650)
- Херман Ото (1633 – 1646)
- Лудвиг Христиан (1636 – 1646)